# Iglesia de San Pedro de Vienne (Isère)
La iglesia [de] San Pedro de Vienne (en francés: Eglise Saint-Pierre-le-Bas à Vienne)  es una antigua iglesia de Francia, una de las más antiguas del país, erigida en la pequeña ciudad de Vienne, situada en el departamento de Isère (región de Auvernia-Ródano-Alpes). Hoy en día alberga el Museo arqueológico Saint-Pierre de Vienne.
Esta iglesia ha sido objeto de una clasificación al título de los monumentos históricos por la lista de 1862.

## Historia
La iglesia de San Pedro, originalmente dedicada a los apóstoles Pedro y Pablo, fue construida a finales del siglo V en un cementerio que ocupaba las ruinas de un barrio residencial, en el interior de la muralla galo-romana. También es una de las más antiguas de Francia. Fue utilizada como una basílica funeraria,  albergando hasta el siglo XII el enterramiento de la mayoría de los obispos de Vienne, como san Mamerto, su probable fundador, muerto alrededor de 475. 
En el siglo VI, una primera comunidad de monjes se instaló allí, de la que el eremita Léonien habría sido el abad. Fue la abadía más poderosa de la ciudad durante la Edad Media. Como la mayoría de los primeros obispos de Vienne enterrados en la abadía son considerados santos, conserva un conjunto muy importante de reliquias, entre las cuales está la mesa de la Última Cena.
La competencia entre las órdenes mendicantes y después las guerras de la religión, debilitaron permanentemente la abadía. Los monjes se convirtieron en canónigos y en 1780 obtuvieron la unión con la abadía de Saint-Chef. Fue suprimida en 1791. Se transformó en un museo en 1809, y luego conoció otras afectaciones hasta la década de 1860 cuando su restauración le dio su apariencia actual. En 1872, se estableció en ella el museo lapidario. La presentación de las colecciones se ha mantenido casi sin cambios hasta hoy.

## Arquitectura

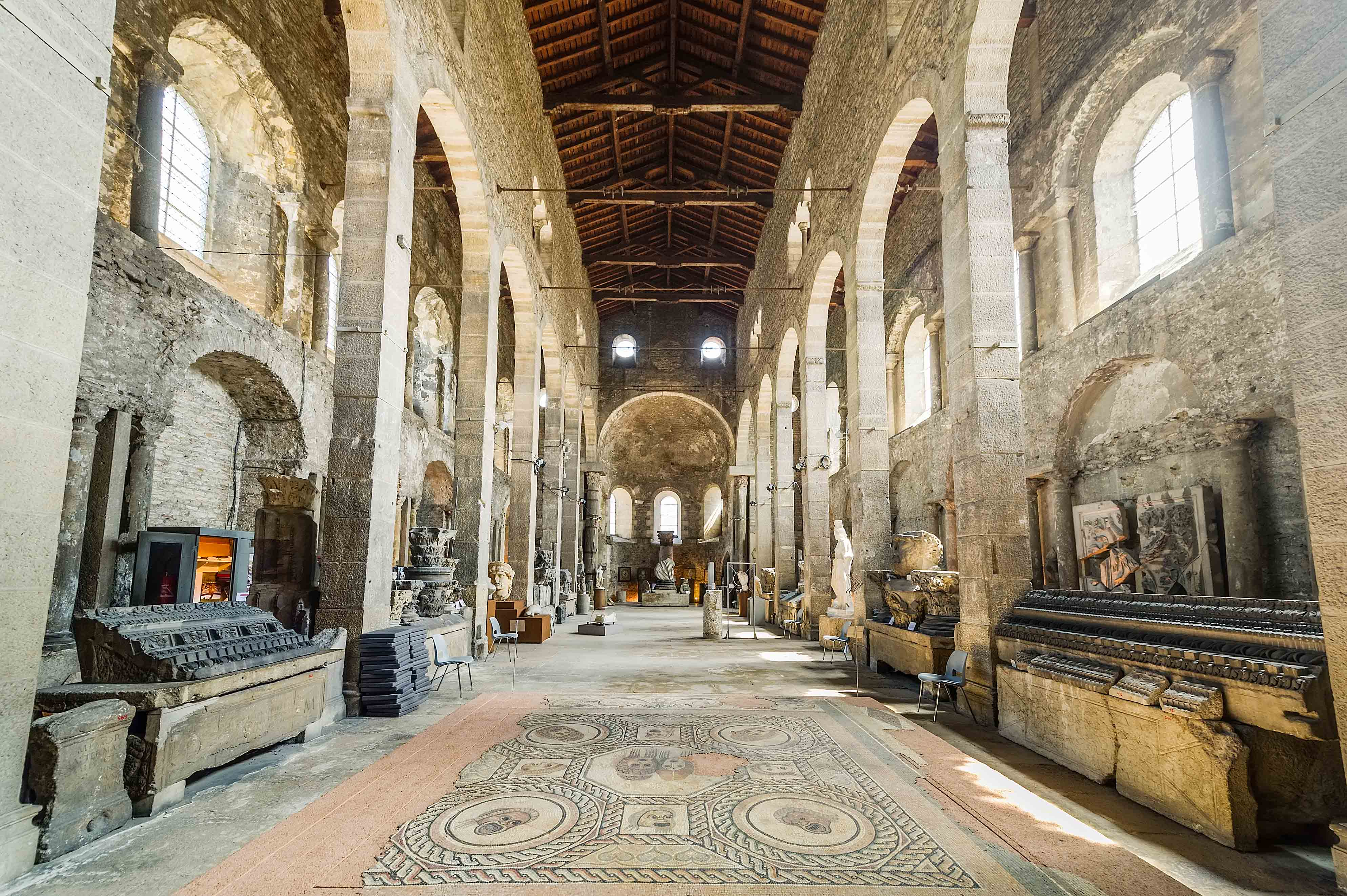
Aspecto actual de la nave (que alberga el museo lapidario) visto desde la entrada, la nave merovingia ha sido dividida en tres naves por arcadas románicos.

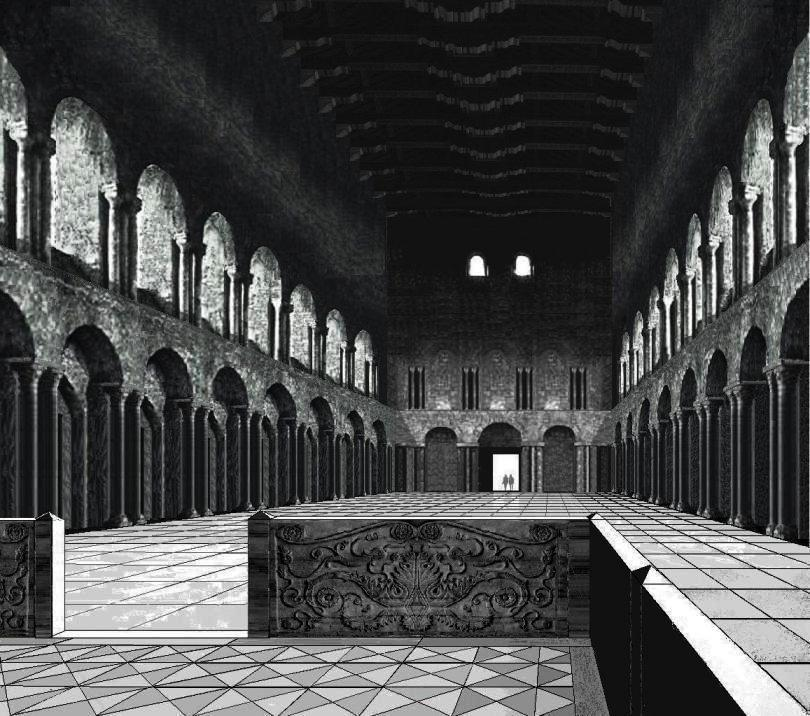
Reconstitución de la estructura de la nave en la época merovingia, vista desde el altar. La existencia de una posible decoración de pintura o de mosaico, que probablemente existió, no puede ser reconstruida.

El ábside y la decoración de las arcadas murales de la nave probablemente fueron construidas a finales del siglo V. Algunas modificaciones ocurrieron en las partes superiores (ventanas) en la época carolingia. Las primeras transformaciones importantes ocurrieron al final del siglo XI y en el XII: la nave única fue dividida en tres espacios o naves mediante grandes arcadas; un campanario-porche fue añadido en el extremo occidental; la capilla de Notre-Dame, en forma de cruz griega, está abovedada en cañón y dotada de una cúpula; la portada sur está adornada con esculturas. Los restos de pinturas murales del siglo XII siguen siendo visibles (San Juan). En el siglo XV se acondicionaron varias capillas (ahora desaparecidas) y se reanudó la decoración del conjunto. Pocas intervenciones ocurrieron hasta 1780 cuando una decoración de estuco neoclásica recubrió el conjunto del edificio. Fue suprimido en la década de 1860.
De la decoración de la iglesia carolingia (siglo IX) subsisten numerosos fragmentos de las cancelas de piedra que formaban un cierre entre el coro reservado para el clero y la nave; algunos fueron reutilizados en el siglo XII y todavía se ven en el porche-campanario levantado delante de la fachada primitiva. Un altar monolítico del siglo X o del XI procedente de Saint-Pierre se conserva en los museos de Vienne.

## Tumbas y reliquias
- Reliquia del mantel que se habría utilizado durante la Última Cena.
- Reliquias de san Crescencio y del bienaventurado Bucardo de Vienne
- Reliquias de los santos obispos de Vienne: Adón de Vienne, Agrat de Vienne, Avito de Vienne, Austrebert de Vienne, Bildramne de Vienne, Caldéole de Vienne, Clarent de Vienne, Denys de Vienne, Desiderio de Vienne, Domnin de Vienne, Domnole de Vienne, Florent de Vienne, Georges de Vienne, Hesiquio I de Vienne, Mamerto de Vienne, Martín de Vienne, Pantagathe de Vienne, Paschase de Vienne, Sindulfo de Vienne, Verre I de Vienne y Zacarías de Vienne.